# Struthiolaria papulosa
Struthiolaria papulosa is een slakkensoort uit de familie van de Struthiolariidae. De wetenschappelijke naam van de soort is voor het eerst geldig gepubliceerd in 1784 door Martyn.